# ادبیات جهان
ادبیات جهانی اشاره به مجموع ادبیات ملی جهان و گردش آثار در جهان گسترده‌تر و فراتر از کشور مبدأ آنها دارد. در گذشته، عمدتاً ادبیات جهان به شاهکارهای ادبیات اروپای غربی اشاره می‌کرد. با این حال، ادبیات جهان امروز به‌طور فزاینده ای در زمینه بین‌المللی دیده می‌شود. اکنون خوانندگان به طیف وسیعی از آثار جهانی در ترجمه‌های مختلف دسترسی دارند.
بسیاری از محققان معتقدند که آنچه باعث می‌شود یک اثر به عنوان ادبیات جهان شناخته شود، انتشار آن در خارج از کشور مبدأ آن است. برای مثال، دامروش می‌گوید: «یک اثر با فرآیندی دوگانه وارد ادبیات جهان می‌شود: اول، با خواندن به‌عنوان ادبیات؛ دوم، با گسترش (پخش) در دنیای گسترده‌تری فراتر از مبدأ زبانی و فرهنگی‌اش». به همین ترتیب «مانی»، پژوهشگر ادبیات جهان، معتقد است که «جهان» ادبیات با «انتقال اطلاعات» به وجود آمده‌است که عمدتاً توسط تحولات فرهنگ چاپ ایجاد شده‌است. به دلیل ظهور این کتابخانه، «ناشران و کتابفروشانی که کتاب‌های مقرون به صرفه را چاپ و به فروش می‌رسانند، شهروندان باسوادی که این کتاب‌ها را به دست می‌آورند و کتابخانه‌های عمومی که این کتاب‌ها را در دسترس کسانی قرار می‌دهند که توانایی مالی خرید آنها را ندارند، نقش بسیار مهمی در «ساخت» ادبیات جهان دارند».